# Good News for People Who Love Bad News
Good News for People Who Love Bad News är det fjärde fullängdsalbumet av det amerikanska bandet Modest Mouse och släpptes den 6 april 2004 på Epic Records.
Låtarna "Float On" och "Ocean Breathes Salty" var de första två singlarna från albumet. Vinylutgåvan innehåller också låten "I've Got It All (Most)".  Good News for People Who Love Bad News var nominerad till en Grammy 2005 i kategorin Best Alternative Music Album.
Albumet spelades in i Oxford, Mississippi och Memphis, Tennessee.

## Låtlista
| Nr  | Titel                         | Längd |
| --- | ----------------------------- | ----- |
| 1.  | Horn Intro                    | 0:09  |
| 2.  | The World at Large            | 4:32  |
| 3.  | Float On                      | 3:28  |
| 4.  | Ocean Breathes Salty          | 3:49  |
| 5.  | Dig Your Grave                | 0:13  |
| 6.  | Bury Me with It               | 3:49  |
| 7.  | Dance Hall                    | 2:57  |
| 8.  | Bukowski                      | 4:14  |
| 9.  | This Devil's Workday          | 2:19  |
| 10. | The View                      | 4:13  |
| 11. | Satin in a Coffin             | 2:35  |
| 12. | Interlude (Milo)              | 0:58  |
| 13. | Blame It on the Tetons        | 5:25  |
| 14. | Black Cadillacs               | 2:43  |
| 15. | One Chance                    | 3:04  |
| 16. | The Good Times Are Killing Me | 4:16  |